# Emisja pieniądza
Emisja pieniądza – polega na wprowadzaniu do obiegu pieniądza gotówkowego, a także na zasilaniu banków w fundusze poprzez np. operacje otwartego rynku. Zazwyczaj emisja pieniądza realizowana jest przez bank centralny.

## Koncepcje dotyczące emisji pieniądza
W rozważaniach teoretycznych na temat optymalnej ilości pieniędzy w gospodarce funkcjonuje teza, że całkowita wartość nominalna pieniędzy w obiegu powinna równać się całkowitej wartości obrotu towarów i usług na rynku w jakimś okresie (czyli sumy wartości wszystkich dokonanych transakcji okresu), dzielonej przez obrót jednostki monetarnej generowany w tym okresie (nazywany szybkością obiegu pieniądza). Wyraża to „równanie tożsamościowe” ilościowej teorii pieniądza.
Rozwiązania alternatywne emisji pieniądza (w różnym stopniu sprawdzone w praktyce):
- Austriacka teoria pieniądza – w przeciwieństwie do ilościowej teorii pieniądza zakłada, że zmiany ilości pieniądza w gospodarce oddziałują nie tylko na poziom, ale również na strukturę cen. Przedstawiciele szkoły austriackiej są najczęściej przeciwnikami wszelkich interwencji państwa na rynku pieniądza, twierdząc, że będzie ono w swoim interesie dążyło do nadmiernego zwiększania jego podaży. Przeciwdziałać temu ma albo wprowadzenie systemu waluty złotej, albo zniesienie monopolu państwa na produkcję pieniądza.

- Bank czasu – nieformalna najczęściej instytucja samopomocowa, opierająca się na bezgotówkowej wymianie usług pomiędzy jej członkami. Uczestnicy banku deklarują, jakie usługi mogą świadczyć na rzecz innych, a osoby koordynujące jego działalność kierują taką pomoc do zgłaszających zapotrzebowanie. Świadczone usługi są odnotowywane – najczęściej jednostką rozliczeniową jest zwykła godzina, niezależnie od rynkowej wartości usługi. Zarobione w ten sposób godziny można wydać na potrzebną w danej chwili usługę.

- Kredyt społeczny – model w którym próbuje się sprawić by emisja pieniądza zależała nie od banku, lecz od każdego poszczególnego podmiotu który zobowiązywał by się wykonać coś użytecznego.

- Nominalistyczna teoria pieniądza – powstała na przełomie feudalizmu i kapitalizmu teoria, według której pieniądz jest tylko nazwą nadaną jednostce rachunkowej przez akt prawny władzy państwowej. Podważa ona zasadność teorii kruszcowej uznającej, że jedynie metale szlachetne mogły pełnić funkcje pieniądza.

- Pieniądz pracy – koncepcja głoszona w różnych odmianach przez niektórych socjalistów utopijnych, przede wszystkim przez Roberta Owena. Teoria zakładała, iż bank centralny przez swoje filie miał potwierdzać ilość pracy wydatkowanej na wytworzenie danego towaru. Dowody tego potwierdzenia, czyli bony pracy, służyłyby jako przekazy na ekwiwalent we wszystkich innych towarach złożonych w magazynach bankowych. Koncepcja pieniędzy pracy opierała się na uznaniu pracy jako podstawę wszelkiej wartości, a jej celem było usunięcie niesprawiedliwości społecznej.

## Emisja pieniądza w Polsce
W Polsce wyłączne prawo emisji pieniądza ma Narodowy Bank Polski (NBP). Jest to konstytucyjny przywilej NBP określony w Art. 227 Konstytucji Rzeczypospolitej Polskiej:

Art 227, pkt.1.
Centralnym bankiem państwa jest Narodowy Bank Polski. Przysługuje mu wyłączne prawo emisji pieniądza oraz ustalania i realizowania polityki pieniężnej. Narodowy Bank Polski odpowiada za wartość polskiego pieniądza.

Narodowy Bank Polski oprócz banknotów i monet powszechnego obiegu, emituje również złote i srebrne monety kolekcjonerskie przeznaczone do sprzedaży w kraju i za granicą. Celem emisji monet kolekcjonerskich jest upamiętnienie ważniejszych wydarzeń, rocznic, postaci itp. oraz zaspakajanie potrzeb kolekcjonerów. Emisję monet kolekcjonerskich zapoczątkowano w połowie lat sześćdziesiątych.